# Henri Martelli
Henri Martelli   (Santa Fe, 25 de febrer de 1895 - 18è districte de París, 15 de juliol de 1980) va ser un compositor francès del segle xx.
Martelli va ser alumne de Charles-Marie Widor i Georges Caussade en el Conservatori de París. El 1919, es va graduar en Dret per la Universitat de París. Va ser director de programes de música de cambra de la ràdio 1940-1944, secretari de la Societat Nacional de Música i president de la secció francesa de la SIMC a 1953. Ell va escriure - en un estil neoclàssic - moltes obres de música de cambra, així com lírica i obres de ràdio.

## Música accidental
- 1921-22-23: The Song of Roland, òpera (reelaborada 1962-63, París, 13 d'abril de 1967)
- 1930: L'Ampolla de Panurge, ballet (París, 24 de febrer de 1937)
- 1951: Homes de sorra, ballet
- 1958: Major Cravachon, òpera bufa, (retransmissió francesa, 14 de juny de 1959).

## Música orquestral
- 1921: Rondo (1921)
- 1922: Sarabande, Scherzo i Final
- 1922: Saracen Entertainment
- 1928: relleus baixos asiàtics op.27
- 1931: Concert per a orquestra op.31
- 1938: Concert de violí núm. 1
- 1948-49: Concert per a piano
- 1953: Simfonia núm. 1, per a cordes
- 1956: Simfonia núm. 2, per a cordes
- 1956: Concert doble per a clarinet i fagot
- 1957: Simfonia núm. 3, per a gran orquestra
- 1957: La Bassa de la Medusa, poema simfònic
- 1966: Rhapsody per violoncel i orquestra
- 1970: Concert per a oboè i orquestra

## Música de cambra
- Quartet de cordes n. 1 (1932-33)
- Trio per a violí, violoncel i piano (1935)
- Sonata per a violí i piano (1936)
- Sonata per a flauta i piano (1942)
- Quartet de cordes n. 2 (1944)
- Set duets per a violí i arpa (1946)
- Trio per a piano, flauta i violoncel (1951)
- Entreteniment Op. 86 (1956 a Lily Laskine) per a arpa (concurs del Conservatori de París)
- Sonata per a viola i piano (1959)
- Cinq Études-Caprice Op. 58 (1948 a Jean-Pierre Rampal) per a flauta i piano
- Fantasiestück Op. 67 (1947 a Claude Delvincourt, director del Conservatori Nacional de Música de París) per a flauta i piano (concurs del Conservatori de París)

## Música per a guitarra
- Quatre peces, per a la guitarra op.32

## Música per a piano
- Cinc danses per a piano (1941)